# 1905 au Yukon
Chronologie du Yukon
- 1901
- 1902
- 1903
- 1904
- 1905
- 1906
- 1907
- 1908
- 1909

Cette page concerne des événements d'actualité qui se sont produits durant l'année 1905 dans le territoire canadien du Yukon.

## Politique

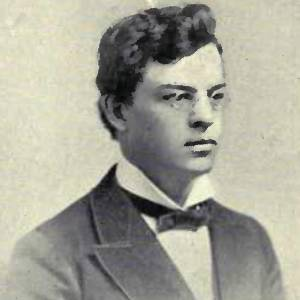
William Wallace Burns McInnes

- Commissaire : Zachary Taylor Wood (en) (intérim) (jusqu'au 27 mai) puis William Wallace Burns McInnes

## Événements
- Janvier : Les Nuggets de Dawson City affrontent les Silver Seven d'Ottawa pour la coupe Stanley. Mais les Silver Seven gagnent les deux matchs 9-2 et 23-2.
- 12 avril : Troisième élection générale yukonnaise (en).

## Naissances
- Gordon Armstrong (en), premier maire de Whitehorse († 28 avril 1993)

## Décès
- 25 juillet : James Morrow Walsh, gendarme et premier commissaire du Yukon (º 22 mai 1840)